# Духовні цінності
Духовні цінності — це  уявлення, явища, поняття, вимоги, що притаманні людині, спільноті або науковому чи етичному вченню.
Духовні цінності є предметом розгляду ідеології, філософії, теології, певною мірою мистецтвознавства.

## Етимологія назви
Словосполучення «духовні цінності» з точки зору свого походження пов'язане зі словом «дух» (адже у слові «духовні» однойменний корінь слова).

## Духовні цінності у ідеології
У ідеології духовні цінності зазвичай є кістяком того чи іншого вчення, оскільки ідеологія є прагненням до того чи іншого ідеалу.

## Духовні цінності у філософії
Філософія неможлива без духовних цінностей, оскільки духовні цінності безпосередньо пов'язані із засадами моралі і світогляду, які вивчає філософія

## Духовні цінності у мистецтві
Мистецтво опріч усіляких інших своїх завдань відіграє роль у звуковому, паперовому, текстовому, просторовому та іншому відображенні морально-етичних норм і законів дійсності у дії.
У мистецькі твори їхні автори закладають, крім іншого, і свої світоглядні уявлення (адже твориться мистецтво крізь "призму" особистого бачення світу), у тому числі, і духовні цінності